# Variants del SARS-CoV-2
El coronavirus 2 de la síndrome respiratòria aguda greu (SARS-CoV-2), el virus que causa la malaltia respiratòria causada per SARS-CoV-2 (COVID-19), té diverses variants notables que es creu o s'ha cregut que tenen una importància especial a causa del seu potencial per augmentar la transmissibilitat, augmentar la virulència i reduir l'eficàcia de les vacunes. En aquest article es discuteixen aquestes variants notables del SARS-CoV-2 i les mutacions amb canvi de sentit notables trobades en aquestes variants.
Cinc variants del SARS-CoV-2 han estat designades com a variants preocupants per l'Organització Mundial de la Salut: les variants Alfa, Beta, Gamma, Delta i Òmicron.

## Sumari
Tot i que l'aparició del SARS-CoV-2 pot haver estat el resultat d'esdeveniments de recombinació entre un coronavirus semblant al SARS d'un ratpenat i un coronavirus de pangolí (mitjançant transmissió entre espècies), s'ha demostrat que les mutacions tenen un paper important en l'evolució contínua i aparició de noves variants del SARS-CoV-2.
Els investigadors consideren que la variant identificada per primera vegada a la Xina difereix del genoma progenitor "per tres variants". Posteriorment, molts llinatges diferents de SARS-CoV-2 han evolucionat.
La seqüenciació d'ADN moderna, si es disposa, pot permetre la detecció ràpida (de vegades coneguda com a "detecció en temps real") de variants genètiques que apareixen en agents patògens durant els brots de malaltia. Mitjançant l'ús del programari de visualització d'arbres filogenètics, els registres de seqüències de genomes es poden agrupar en grups de genomes idèntics que contenen tots el mateix conjunt de mutacions. Cada grup representa una "variant", "clade" o "llinatge", i la comparació de les seqüències permet deduir el camí evolutiu d'un virus. Per al SARS-CoV-2, més de 330.000 seqüències genòmiques virals han estat generades per estudis d'epidemiologia molecular a tot el món.
El SARS-CoV-2 està evolucionant per ser més transmissible. En particular, la variant Alpha i la variant Delta són més transmissibles que el virus original identificat al voltant de Wuhan a la Xina.
La següent taula presenta informació i nivell de risc per a variants amb risc elevat o possiblement elevat actualment. Els intervals assumeixen un nivell de confiança o credibilitat del 95%, fora que s'indiqui el contrari. Actualment, totes les estimacions són aproximacions a causa de la disponibilitat limitada de dades per als estudis.
| Identificació     | Identificació     | Identificació | Identificació    | Emergència  | Emergència        | Emergència                       | Canvis relatius a les variants que circulaven prèviament en el moment i el lloc d’emergència | Canvis relatius a les variants que circulaven prèviament en el moment i el lloc d’emergència | Canvis relatius a les variants que circulaven prèviament en el moment i el lloc d’emergència | Canvis relatius a les variants que circulaven prèviament en el moment i el lloc d’emergència | Canvis relatius a les variants que circulaven prèviament en el moment i el lloc d’emergència                  | Activitat (o eficàcia quan estigui disponible) de l'anticòs neutralitzant                 | Activitat (o eficàcia quan estigui disponible) de l'anticòs neutralitzant          | Activitat (o eficàcia quan estigui disponible) de l'anticòs neutralitzant |
| Etiqueta de l'OMS | Llinatge PANGO    | Variant PHE   | Clade Nextstrain | Primer brot | Mostra més antiga | Variant designada de preocupació | Mutacions notables                                                                           |                                                                                              | Transmissibilitat                                                                            | Hospitalització                                                                              | Mortalitat | Immunitat contra la reinfecció                                                            | Eficàcia de les vacunes                                                            |                                                                           |
| ----------------- | ----------------- | ------------- | ---------------- | ----------- | ----------------- | -------------------------------- | -------------------------------------------------------------------------------------------- | -------------------------------------------------------------------------------------------- | -------------------------------------------------------------------------------------------- | -------------------------------------------------------------------------------------------- | --- | ----------------------------------------------------------------------------------------- | ---------------------------------------------------------------------------------- | ------------------------------------------------------------------------- |
| Alfa              | B.1.1.7           | VOC‑20DEC‑01  | 20I (V1)         | Regne Unit  | 20 set 2020       | 18 des 2020                      | 69–70del, N501Y, P681H                                                                       | α                                                                                            | +29% (24–33%)                                                                                | +52% (47–57%)                                                                                | +59% (44–74%) TL 0,06% per a grups d'edat <50 anys, 4,8% per a grups d'edat >50 anys                          | Mínima reducció                                                                           | Mínima reducció                                                                    |                                                                           |
| Alfa              | B.1.1.7 amb E484K | VOC‑21FEB‑02  | 20I (V1)         | Regne Unit  | 26 gen 2021       | 5 feb 2021                       | 69–70del, E484K, N501Y, P681H                                                                | α                                                                                            | +29% (24–33%)                                                                                | +52% (47–57%)                                                                                | +59% (44–74%) TL 0,06% per a grups d'edat <50 anys, 4,8% per a grups d'edat >50 anys                          | Considerablement reduïda                                                                  | Considerablement reduïda                                                           |                                                                           |
| Beta              | B.1.351           | VOC‑20DEC‑02  | 20H (V2)         | Sud-àfrica  | mai 2020          | 14 gen 2021                      | K417N, E484K, N501Y                                                                          | β                                                                                            | +25% (20–30%)                                                                                | En investigació                                                                              | Possiblement augmentada                                                                                       | Reduïda, la resposta dels limfòcits T de D614G és eficaç                                  | Eficàcia: reduïda contra la malaltia simptomàtica, preservada contra ls forma greu |                                                                           |
| Gamma             | P.1               | VOC‑21JAN‑02  | 20J (V3)         | Brasil      | nov 2020          | 15 gen 2021                      | K417T, E484K, N501Y                                                                          | γ                                                                                            | +38% (29–48%)                                                                                | Possiblement augmentada                                                                      | +50% (50% ICr, 20–90%)                                                                                        | Reduïda                                                                                   | Conservada per moltes                                                              |                                                                           |
| Delta             | B.1.617.2         | VOC‑21APR‑02  | 21A              | Índia       | oct 2020          | 6 mai 2021                       | L452R, T478K, P681R                                                                          | δ                                                                                            | +97% (76–117%)                                                                               | +85% (39–147%) en relació amb Alfa                                                           | +137% (50–230%) TL 0,04% per a grups d'edat <50 anys sense vacunar, 6,5% per a grups de 50 anys sense vacunar | Es van produir reinfeccions, amb una taxa d'ocurrència menor que les infeccions vacunades | Reducció de l'eficàcia per a la malaltia no greus                                  |                                                                           |
| Òmicron           | B.1.1.529         | VUI-21NOV-01  | 21K              | Sud-àfrica  | 9 nov 2021        | 26 nov 2021                      | P681H, N440K, N501Y, S477N, moltes altres                                                    | ο                                                                                            | Possiblement augmentat                                                                       | −57% (59–61%) en relació amb la Delta                                                        | −63% (69–74%) en relació amb la Delta                                                                         | Augment de la taxa de reinfecció                                                          | Eficàcia: reduïda contra la malaltia simptomàtica, desconegut per malaltia greu    |                                                                           |

Notes de la taula
1. ↑  El format del nom es va actualitzar el març de 2021, canviant l'any de 4 a 2 dígits i el mes de 2 dígits a 3 lletres, per exemple, VOC-202101-02 to VOC-21JAN-02.[13]
2. 1 2  Tret que s'indiqui el contrari, es refereix a l'activitat dels anticossos neutralitzants, que és un correlat d'immunitat. La majoria d'estudis encara no han determinat l'impacte real de la neutralització reduïda sobre l'eficàcia.
3. 1 2 3  B.1.1.7 with E484K assumed to only differ from B.1.1.7 on neutralising antibody activity.[15]
4. 1 2  23 de novembre de 2020 - 31 de gener de 2021, Anglaterra.[25]
5. ↑  Oxford-AstraZeneca, NovaVax.
6. ↑  La confiança o la credibilitat notificats tenen una baixa probabilitat, de manera que el valor estimat només es pot entendre com a possible, no segur ni probable.
7. 1 2  Les diferències poden ser degudes a diferents polítiques i intervencions adoptades en cada àrea estudiada en diferents moments, a la capacitat del sistema de salut local o a diferents variants que circulen en el moment i el lloc de l'estudi.
8. ↑  Març 2020 - febrer 2021, Manaus.[36] Els resultats preliminars d’un estudi a la regió sud del Brasil van trobar que el llinatge P.1 augmenta molt més la mortalitat per a joves sans. En els grups sense condicions preexistents, es va trobar que la variant augmentava la mortalitat 490% (220–985%) per als homes del grup d'edat de 20 a 39 anys, 465% (190–1.003%) per a dones del grup d’edat de 20 a 39 anys i 670% (401–1.083%) per a dones del grup d'edat de 40 a 59 anys.[37][G]
9. ↑  Excepte Pfizer–BioNTech.[14]
10. 1 2  7 February – 22 June 22, 2021, Ontario.[41]
11. ↑  1 Abril – 6 Juny 2021, Escòcia.[40] Un altre estudi preliminar a Ontario va trobar que l'hospitalització per Delta va augmentar un 120% en relació amb els llinatges que no pertanyen a les variants preocupants.[J][G]
12. ↑  L'estudi a Israel va fer un seguiment de 46.035 persones vacunes recuperades i 46.035 vacunades de la mateixa distribució per edats, per comparar la seva infecció en el període de seguiment. Es van registrar 640 infeccions en el grup vacunat i 108 infeccions en el grup recuperat.
13. ↑  Neutralització moderadament reduïda amb Covaxin.[44]

## Nomenclatura
| Llinatges PANGO (cf. (Nomenclatura proposada, Nature) | Notes als llinatges PANGO (cf. (Alm et al.) | Clades (Nextstrain), 2021 | Clades (GISAID) | Variants destacades                                                                 |
| ----------------------------------------------------- | ------------------------------------------- | ------------------------- | --------------- | ----------------------------------------------------------------------------------- |
| A.1–A.6                                               |                                             | 19B                       | S               | conté la "seqüència zero" WIV04/2019                                                |
| B.3–B.7, B.9, B.10, B.13–B.16                         |                                             | 19A                       | L               |                                                                                     |
| B.3–B.7, B.9, B.10, B.13–B.16                         | O                                           | 19A                       |                 |                                                                                     |
| B.2                                                   |                                             | 19A                       | V               |                                                                                     |
| B.1                                                   | B.1.5–B.1.72                                | 20A                       | G               | Llinatge B.1 en el sistema de nomenclatura de llinatges PANGO; inclou Delta/B.1.617 |
| B.1                                                   | B.1.9, B.1.13, B.1.22, B.1.26, B.1.37       | 20A                       | GH              |                                                                                     |
| B.1                                                   | B.1.3–B.1.66                                | 20C                       | GH              | Inclou Epsilon/B.1.427/B.1.429/CAL.20C i Eta/B.1.525                                |
| B.1                                                   | B.1.3–B.1.66                                | 20G                       | GH              | Predominant generalment als EUA, Gener/21                                           |
| B.1                                                   | B.1.3–B.1.66                                | 20H                       | GH              | Inclou Beta/B.1.351 àlies llinatge 20H/501Y.V2 o B.1.351                            |
| B.1                                                   | B.1.1                                       | 20B                       | GR              | Inclou B.1.1.207                                                                    |
| B.1                                                   | B.1.1                                       | 20D                       | GR              |                                                                                     |
| B.1                                                   | B.1.1                                       | 20J                       | GR              | Inclou Gamma/P.1 i Zeta/P.2                                                         |
| B.1                                                   | B.1.1                                       | 20F                       | GR              |                                                                                     |
| B.1                                                   | B.1.1                                       | 20I                       | GR              | Inclou Alfa/B.1.1.7 àlies VOC-202012/01, VOC-20DEC-01 o 20I/501Y.V1                 |
| B.1                                                   | B.1.177                                     | 20E (EU1)                 | GV              | Derivat de 20A                                                                      |

Diagrama d'arbre dels llinatges del SARS-CoV-2 segons el sistema de nomenclatura Pango.

No s'ha establert cap nomenclatura coherent per al SARS-CoV-2. Col·loquialment, inclosos els governs i les organitzacions de notícies, sovint es fa referència a les variants pel país on es van identificar per primera vegada. Finalment, l'Organització Mundial de la Salut (OMS) va anunciar el 31 de maig de 2021 una notació amb lletres gregues per a evitar qualsevol referència geogràfica i així evitar-ne l'ús polític.
Tot i que hi ha molts milers de variants de SARS-CoV-2, els tipus de virus es poden incloure en agrupacions més grans, com ara llinatges o clades. S'han proposat tres nomenclatures principals:
- A gener de 2021, GISAID —en referència a SARS-CoV-2 com a hCoV-19[50] - va identificar vuit clades (S, O, L, V, G, GH, GR, i GV).[65]
- A gener de 2021, Nextstrain ha identificat 11 clades principals (19A, 19B, i 20A–20I).[66]
- El 2020, Rambaut i cols. amb el programari Phylogenetic Assignment of Named Global Outbreak Lineages (PANGOLIN)[67] proposat en un article[68] A febrer de 2021, hi havia sis grans llinatges identificats (A, B, B.1, B.1.1, B.1.177, B.1.1.7).[69]

## Criteris de notabilitat
Els virus generalment adquireixen mutacions amb el pas del temps, donant lloc a noves variants. Quan sembla que una nova variant creix en una població, es pot etiquetar com a "variant emergent".
Algunes de les possibles conseqüències de les variants emergents són les següents:
- Augment de la transmissibilitat
- Augment de la morbiditat
- Augment de la mortalitat
- Capacitat per eludir la detecció mitjançant proves diagnòstiques
- Disminució de la susceptibilitat als fàrmacs antivirals (si i quan aquests medicaments estan disponibles)
- Disminució de la susceptibilitat als anticossos neutralitzants, ja sigui terapèutics (per exemple, plasma convalescent o anticossos monoclonals) o en experiments de laboratori
- Capacitat per eludir la immunitat natural (per exemple, causar reinfeccions)
- Capacitat per infectar individus vacunats
- Augment del risc de patir afeccions particulars com la síndrome inflamatòria multisistema o la COVID persistent.
- Increment de l'afinitat per grups clínics o demogràfics concrets, com ara nens o individus immunodeprimits.

Les variants que semblen complir un o més d'aquests criteris es poden etiquetar com a "variants d'interès" a l'espera de la verificació i validació d'aquestes propietats. Un cop validades, les "variants d'interès" es poden canviar el nom de "variants d'interès" per les organitzacions de control, com ara les CDC.

## Variants preocupants (OMS)
El terme variant preocupant (en anglès Variants of concern o COV) és una categoria que s'utilitza quan les mutacions del domini d'unió al receptor (RBD) augmenten substancialment l'afinitat d’unió (per exemple, N501Y) al complex RBD-hACE2 (dades genètiques), mentre que també es relacionen amb la ràpida propagació de les poblacions humanes (dades epidemiològiques).
Abans d'això, una variant emergent podria haver estat etiquetada com a "variant d'interès". Durant o després d'una avaluació més completa com a "variant de preocupació", la variant s'assigna normalment a un llinatge del sistema de nomenclatura PANGOLIN ia clades als sistemes Nextstrain i GISAID.
A continuació s'enumeren les variants preocupants reconegudes actualment per l'Organització Mundial de la Salut.

### Alfa (llinatge B.1.1.7)
Detectat al Regne Unit.

### Òmicron

#### Llinatge B.1.1.529
La variant Òmicron, coneguda com a llinatge B.1.1.529, va ser declarada una variant preocupant per l'Organització Mundial de la Salut el 26 de novembre de 2021.
La variant té un gran nombre de mutacions, de les quals algunes són preocupants. El nombre de casos del llinatge B.1.1.529 està augmentant a totes les zones de Sud-àfrica. Algunes evidències mostren que aquesta variant té un major risc de reinfecció. S'estan realitzant estudis per avaluar l'impacte exacte sobre la transmissibilitat, la mortalitat i altres factors.

#### Llinatge BA.2
A mitjans de març de 2022, una subvariant d'Òmicron una mica més transmissible, anomenada BA.2, estava causant la majoria dels casos a Anglaterra.

## Variants d'interès (OMS)
A continuació s’enumeren les variants d’interès (VOI) que, a partir d’agost del 2021, eren reconegudes per l'Organització Mundial de la Salut. Altres organitzacions com els [[Centres for Disease] Control i prevenció | CDC]] als Estats Units pot utilitzar de vegades una llista lleugerament diferent.

### Lambda (llinatge C.37)
La variant Lambda, també coneguda com a llinatge C.37, es va detectar per primera vegada al Perú l'agost del 2020 i va ser designada per l'OMS com a variant d'interès el 14 de juny de 2021. Es va estendre a almenys 30 països de tot el món i, a juliol de 2021, es desconeix si és més infecciosa i resistent a les vacunes que altres soques.

### Mu (llinatge B.1.621)
La variant Mu, també coneguda com a llinatge B.1.621, es va detectar per primera vegada a Colòmbia el gener de 2021 i va ser designada per l'OMS com a variant d'interès el 30 d'agost de 2021. Hi ha hagut brots a Amèrica del Sud i Europa.

## Antigues variants d'interès

### Eta (llinatge B.1.525)
La variant Eta o llinatge B.1.525, també anomenada VUI-21FEB-03 (anteriorment VUI-202102/03) per Public Health England (PHE) i anteriorment coneguda com UK1188, 21D o 20A/S:484K, no porta la mateixa mutació N501Y trobada a Alfa, Beta i Gamma, però porta la mateixa mutació E484K que es troba a les variants Gamma, Zeta i Beta, i també porta la mateixa supressió ΔH69/ΔV70 (una supressió dels aminoàcids histidina i valina en les posicions 69 i 70) tal com es troba a la variant Alfa, N439K (B.1.141 i B.1.258) i la variant Y453F (Clúster 5).] Eta es diferencia de totes les altres variants per tenir la mutació E484K i una nova mutació F888L (una substitució de fenilalanina (F) per leucina (L) en el domini S2 de la proteïna de l'espiga). A partir del 5 de març, s’havia detectat a 23 països. També s'ha informat a Mayotte, el departament/regió d'ultramar de França. Els primers casos es van detectar el desembre de 2020 al Regne Unit i Nigèria i, a partir del 15 de febrer, s'havia produït amb la freqüència més alta entre les mostres d'aquest darrer país. El 24 de febrer es van trobar 56 casos al Regne Unit. Dinamarca, que seqüència tots els seus casos COVID-19, va trobar 113 casos d'aquesta variant del 14 de gener al 21 de febrer, dels quals set estaven directament relacionats amb viatges estrangers a Nigèria.
Des del juliol de 2021, experts del Regne Unit l'estudien per determinar quant de risc podria ser. Actualment es considera una "variant que s'està investigant", però a l'espera d'un estudi posterior, pot convertir-se en una "variant preocupant". Ravi Gupta, de la Universitat de Cambridge, va dir en una entrevista a la BBC que el llinatge B.1.525 semblava tenir "mutacions significatives" ja vistes en algunes de les altres variants més recents, la qual cosa significa que el seu efecte probable és fins a cert punt més predictible.

### Iota (llinatge B.1.526)
El novembre de 2020 es va descobrir a Nova York una variant mutant que va rebre el nom de llinatge B.1.526. A partir de l'11 d'abril de 2021, la variant s'ha detectat en almenys 48 estats dels Estats Units i 18 països. En un patró que reflecteix Epsilon, Iota va ser capaç d’assolir nivells relativament alts en alguns estats, però al maig de 2021 va ser superat pels Delta i Alfa més transmissibles.

### Kappa (llinatge P.1.617.1)
La variant Kappa [11] és un dels tres subllinis del llinatge B.1.617. També es coneix com a llinatge B.1.617.1, 21B o 21A/S: 154K, i es va detectar per primera vegada a l'Índia el desembre de 2020. A finals de març de 2021, Kappa representava més de la meitat de les seqüències enviades des de l'Índia. L'1 d'abril de 2021, va ser designada una variant investigada (VUI-21APR-01) per Public Health England. Té les mutacions notables L452R, E484Q, P681R.

## Alertes per a un seguiment posterior (OMS)
Es defineix com a variants amb canvis genètics que se sospita que afectin les característiques del virus i que puguin comportar un risc futur, per tenir evidències clares d'impacte fenotípic o epidemiològic, que requereixen un seguiment millorat i una avaluació repetida després de noves proves.
Per seguiment actualitzat seguiu a en:Variants of SARS-CoV-2#Alerts for further monitoring (WHO)

## Transmissió entre espècies

### Clúster 5
El clúster 5, també anomenat ΔFVI-spike per l'Statens Serum Institut (SSI), va ser descobert al nord de Jutlàndia, Dinamarca, i es creu que es va estendre des de visons a humans a través de granges de visons. El 4 de novembre de 2020 es va anunciar que la població de visons de Dinamarca seria sacrificada per evitar la possible propagació d'aquesta mutació i reduir el risc de noves mutacions.

## Mutacions notables amb canvi de sentit
- del 69-70
- RSYLTPGD246-253N
- N440K
- G446V
- L452R
- Y453F
- S477G/N
- E484Q
- E484K[101][102]
- F490S
- N501Y
- N501S
- D614G[52]
- Q677P/H
- P681H
- P681R
- A701V

## Diferències en l'eficàcia de les vacunes
L'aparició potencial d'una variant SARS-CoV-2 que sigui moderadament o totalment resistent a la resposta d'anticossos provocada per l'actual generació de vacunes COVID-19 pot requerir la modificació de les vacunes. Els assaigs indiquen que moltes vacunes desenvolupades per a la soca inicial tenen una eficàcia menor per a algunes variants contra la COVID-19 simptomàtica. A febrer de 2021, l'FDA creia que totes les vacunes que ella va autoritzar continuaven sent efectives per protegir contra les soques circulants de SARS-CoV-2.

#### Alfa (llinatge B.1.1.7)
L'evidència limitada de diversos estudis preliminars revisats per l'OMS ha indicat que s'ha mantingut l'eficàcia/efectivitat contra la malaltia per l'Alfa amb les vacunes d'Oxford-AstraZeneca, Pfizer-BioNTech i Novavax, sense dades per a altres vacunes encara. És rellevant la forma en què les vacunes poden acabar amb la pandèmia evitant la infecció asimptomàtica, també indicant la conservació de la neutralització dels anticossos contra l'Alfa amb la majoria de les vacunes àmpliament distribuïdes (Sputnik V, Pfizer-BioNTech, Moderna, CoronaVac, BBIBP-CorV, Covaxin), amb una reducció mínima a moderada amb l'Oxford–AstraZeneca i encara no hi ha dades per a altres vacunes.
Al desembre de 2020, es va identificar al Regne Unit una nova variant SARS-CoV-2, la variant Alfa o llinatge B.1.1.7.
Els primers resultats suggereixen protecció a la variant de les vacunes Pfizer-BioNTech i Moderna.
Un estudi va indicar que la vacuna d'Oxford-AstraZeneca tenia una eficàcia del 42-89% contra l'Alfa, enfront del 71-91% contra les altres variants.
Les dades preliminars d'un assaig clínic indiquen que la vacuna Novavax és ~96% efectiva per als símptomes contra la variant original i ~86% contra l'Alfa.

#### Beta (llinatge B.1.351)
L'evidència limitada de diversos estudis preliminars revisats per l'OMS ha indicat una reducció de l'eficàcia/efectivitat contra les malalties per Beta amb les vacunes d'Oxford–AstraZeneca (possiblement substancial), Novavax (moderada), Pfizer-BioNTech i Janssen (mínima), sense dades per a altres vacunes encara. És rellevant la forma en què les vacunes poden acabar amb la pandèmia evitant la infecció asimptomàtica, també han indicat una neutralització dels anticossos possiblement reduïda contra la Beta amb la majoria de les vacunes àmpliament distribuïdes (Oxford–AstraZeneca, Sputnik V, Janssen, Pfizer–BioNTech, Moderna, Novavax; reducció mínima a substancial), excepte CoronaVac i BBIBP-CorV (reducció mínima a modesta), sense dades per a altres vacunes encara.
Moderna ha llançat un assaig d'una vacuna per combatre la variant o llinatge Beta B.1.351. Al març de 2021, Pfizer va anunciar que l'activitat de neutralització es va reduir en dos terços per a aquesta variant, tot afirmant que encara no es podien fer afirmacions definitives sobre l'eficàcia de la vacuna a l'hora de prevenir-la. Diversos estudis van confirmar posteriorment la disminució de l'activitat neutralitzadora dels sèrums de pacients vacunats amb les vacunes Moderna i Pfizer-BioNTech contra la Beta. L'1 d'abril de 2021, una actualització d'un assaig sud-africà de la de Pfizer/BioNTech va afirmar que la vacuna era 100% efectiva fins al moment (és a dir, els participants vacunats no van veure cap cas), essent la variant Beta present en sis de les nou infeccions del grup control placebo.
Al gener de 2021, Johnson & Johnson o Janssen, que va realitzar assaigs per a la seva vacuna Ad26.COV2.S a Sud-àfrica, va informar que el nivell de protecció contra la infecció de moderada a severa era del 72% als Estats Units i del 57% a Sud-àfrica.
El 6 de febrer de 2021, el Financial Times va informar que les dades dels assaigs provisionals d'un estudi de la Universitat sud-africana de Witwatersrand juntament amb la Universitat d'Oxford van demostrar una reducció de l'eficàcia de la vacuna Oxford-AstraZeneca contra la variant. L'estudi va trobar que amb una mostra de 2.000 persones, la vacuna AZD1222 només proporcionava una "mínima protecció" en tots els casos excepte en els més greus de COVID-19. El 7 de febrer de 2021, el ministre de Salut de Sud-àfrica va suspendre el desplegament previst d'un milió de dosis de la vacuna mentre examinaven les dades i esperaven consells sobre com procedir.
Al març de 2021, es va informar que la "eficàcia preliminar" de la vacuna Novavax (NVX-CoV2373) contra la Beta per a la COVID-19 lleu, moderada o severa, per als participants amb VIH negatiu era del 51%.

#### Gamma (llinatge P.1)
L'evidència limitada de diversos estudis preliminars revisats per l'OMS ha indicat una eficàcia/eficiència probablement conservada contra la Gamma amb les vacunes de CoronaVac i BBIBP-CorV, sense dades per a altres vacunes encara. És rellevant la forma en què les vacunes poden acabar amb la pandèmia evitant la infecció asimptomàtica, també han indicat la conservació de la neutralització d'anticossos contra la Gamma amb les d'Oxford–AstraZeneca i CoronaVac (reducció mínima) i una neutralització lleugerament reduïda amb les de Pfizer–BioNTech i Moderna (reducció mínima a moderada), encara sense dades sobre altres vacunes.
La variant Gamma o variant del llinatge P.1 (també coneguda com a 20J/501Y.V3), identificada inicialment al Brasil, sembla escapar parcialment de la vacunació amb la vacuna de Pfizer-BioNTech.

#### Delta (llinatge B.1.617)
L'evidència limitada de diversos estudis preliminars revisats per l'OMS ha indicat que és probable que es mantingui l'eficàcia/eficiència contra la Delta amb les vacunes d'Oxford-AstraZeneca i Pfizer-BioNTech, sense dades per a altres vacunes encara. És rellevant la forma en què les vacunes poden acabar amb la pandèmia evitant la infecció asimptomàtica, també han indicat una reducció de la neutralització dels anticossos contra la Delta amb les d'Oxford–AstraZeneca (reducció substancial), Pfizer-BioNTech i Covaxin (reducció de moderada a moderada), sense dades per a altres vacunes encara.

## Origen de les variants
Els investigadors han suggerit que es poden produir múltiples mutacions en el curs de la infecció persistent d'un pacient immunodeprimit, especialment quan el virus desenvolupa mutacions d'escapament sota la pressió de selecció de l'anticòs o del tractament amb plasma convalescent, amb les mateixes delecions en els antígens de superfície de forma repetida en diferents pacients.